# Isle of Lewis
Isle of Lewis (Skotsk gælisk: Eilean Leodhais) eller Lewis (Skotsk gælisk: Leodhais) er den nordlige del af øgruppen de Ydre Hebrider i Skotland. Lewis dækker et område på omkring 1.770 kvadratkilometer.
Øen Lewis and Harris er den største ø i Skotland. Generelt er Lewis den flade del af øen, mens Harris er mere bjergrig. Det er også den mest frugtbare og nemmest tilgængelige del af øen, og som følge heraf ligger den største by, Stornoway, ligeledes i Lewis.
Omkring tre fjerdedele af befolkningen på de Ydre Hebrider er bosat på Lewis.
Lewis er berømt for fundet af en samling middelalderlige skakbrikker, de såkaldte Lewis chessmen, som blev fundet på øen i 1813.